# Chiesa di Sant'Antonio da Padova (Corsico)
La chiesa di Sant'Antonio da Padova è una chiesa parrocchiale sita nella città di Corsico, nell'arcidiocesi di Milano.

## Storia
Per servire le necessità spirituali del nuovo quartiere Giorgella, nel 1970 venne istituita la nuova parrocchia di Sant'Antonio da Padova, scorporandone il territorio dalla parrocchia dei Santi Pietro e Paolo.
La costruzione della chiesa, progettata dall'architetto Francesco Clerici con calcoli strutturali dell'ingegnere Mario Corielli, ebbe inizio nel 1975 e si concluse nel 1982.

## Caratteristiche
La chiesa ha pianta quadrata di 33 m di lato, con l'ingresso e l'altare posti a due angoli opposti.
La copertura consiste in un grande paraboloide iperbolico in calcestruzzo armato, poggiante su due soli pilastri posti negli angoli laterali: in tal modo l'aula ecclesiale risulta essere un grande spazio libero.
A sinistra della chiesa si erge il campanile, con cinque aperture circolari in corrispondenza delle cinque campane.
Fra le opere d'arte conservate all'interno si segnalano una grande colomba riprodotta sul soffitto, tratta da uno schizzo di Salvatore Fiume, e sull'altare un Crocifisso in bronzo, disegnato dal pittore Fabrizio Clerici.

### Fonti
- Giorgio Zanchetti, S. Antonio da Padova, in Cecilia De Carli (a cura di), Le nuove chiese della Diocesi di Milano, 1945-1993, Milano, Vita e Pensiero, 1994,  p. 228, ISBN 88-343-3666-6.

### Ulteriori approfondimenti
- Chiesa parrocchiale S. Antonio da Padova a Milano, in L'Industria Italiana del Cemento, n. 624, luglio-agosto 1988,  pp. 442-459, ISSN 0019-7637 (WC · ACNP).